# Bagni di Lucca
Bagni di Lucca és un comune (municipi) de la província de Lucca, a la regió italiana de la Toscana. La seva població era de 5.997 habitants l'1 de gener de 2018.
Limita amb els municipis d'Abetone (PT), Borgo a Mozzano, Coreglia Antelminelli, Cutigliano (PT), Pescia (PT), Piteglio (PT) i Villa Basilica.

## Demografia
| Gràfica d'evolució demogràfica de Bagni di Lucca entre 1861 i |
|                                                               |
| Font: ISTAT - Elaboració gràfica de Viquipèdia                |